# China Europe International Business School
China Europe International Business School, conocida por sus iniciales en inglés como CEIBS; (Chino simplificado: 中欧国际工商学院; Chino tradicional: 中歐國際工商學院) es una escuela de negocios ubicada en Shanghai, China.
Establecida en virtud de un acuerdo entre el gobierno chino y la Comisión Europea en noviembre de 1994, con sede en Shanghai, CEIBS fue la primera escuela de negocios en China continental en ofrecer una Maestría en Administración de Empresas (MBA) a tiempo completo, un MBA ejecutivo y una amplia gama de programas de educación ejecutiva. CEIBS sigue el modelo europeo de escuelas de negocios. Su programa MBA se ha clasificado constantemente entre los mejores del mundo.

## Historia

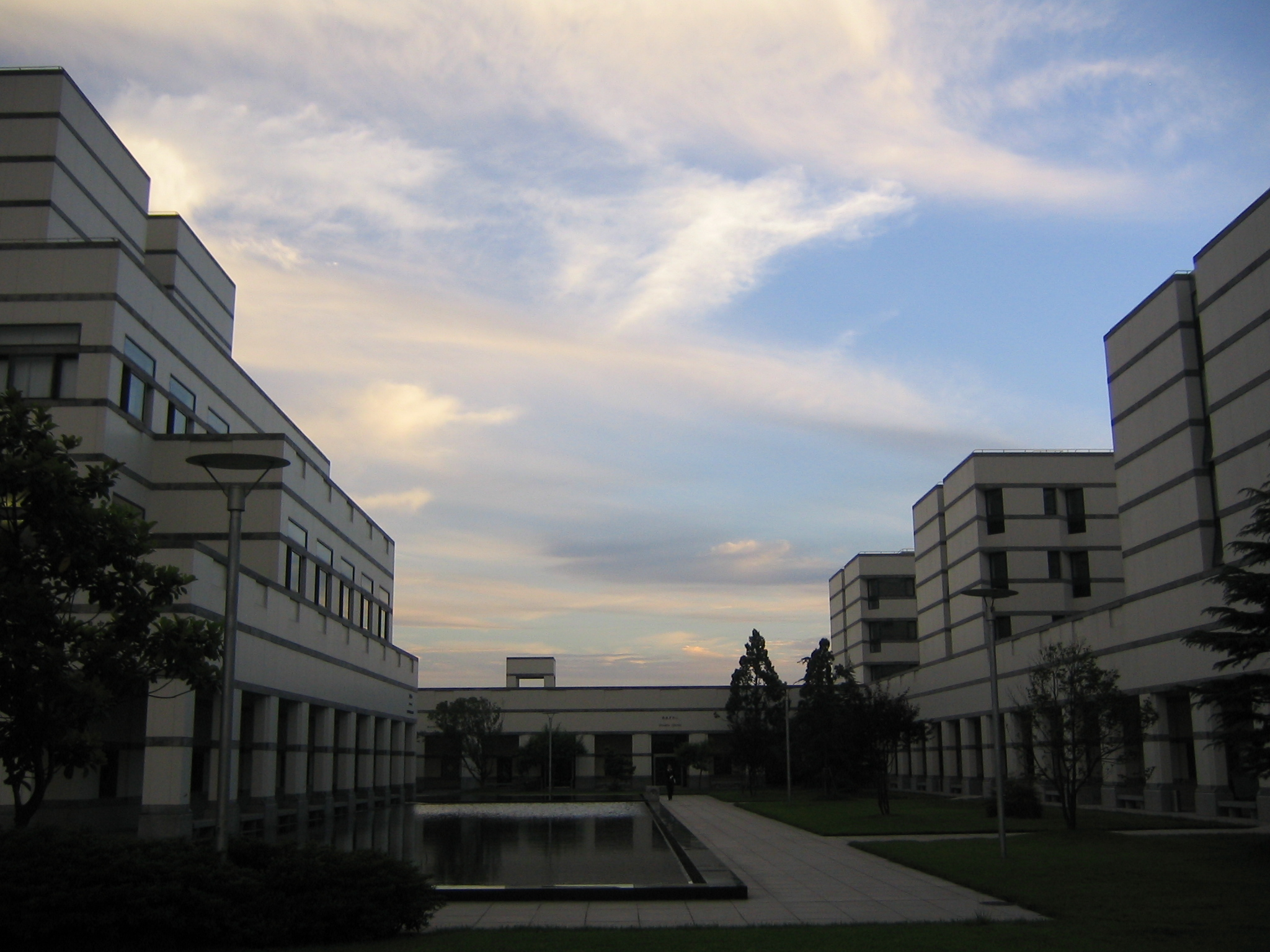
Vista de las fuentes de agua y las aceras entre la biblioteca (L) y los dormitorios (R) del campus CEIBS Shanghai

El predecesor de la escuela, el China-EC Management Institute (CEMI), se inauguró en Pekín en 1984. Después de que CEIBS se estableció formalmente en 1994 en colaboración con sus socios, el European Foundation for Management Development (EFMD) y la Universidad Jiao Tong de Shanghai, más tarde se mudó a Minhang en Shanghai. En 1994, CEIBS abrió su campus principal en el distrito de Pudong de Shanghai.
En mayo de 2009, CEIBS inició un programa EMBA en Ghana, siendo la primera escuela de negocios asiática en iniciar un programa de este tipo en África. CEIBS fue también la primera escuela de negocios asiática, y una de las pocas en todo el mundo, en convertirse en carbono neutral en 2011. En 2009, CEIBS se convirtió en la primera escuela de negocios china en formar parte del ranking de los 10 mejores MBA del mundo elaborado por FT.
En noviembre de 2015, CEIBS anunció que había adquirido el Instituto de Negocios Lorange de Zúrich por 16,5 millones de francos suizos, con planes para formar a más de 200 gerentes chinos por mes.

## Instalaciones
Establecido en 1994, el campus principal de CEIBS en el distrito de Pudong de Shanghai fue diseñado por Henry N. Cobb e Ian Bader, de Pei Cobb Freed & Partners, y convirtió a CEIBS en la primera escuela de negocios de la China continental con su propio campus. En 2011, CEIBS comenzó la construcción de la Fase 3 del campus de Shanghai, que duró 18 meses y duplicó su tamaño a 7,5 millones de metros cuadrados. CEIBS abrió su campus de Beijing el 24 de abril de 2010, dentro del Parque de Software Zhonguangcun de Beijing, junto con los centros de investigación de IBM, Oracle, Neusoft y más de 200 otras empresas líderes en tecnología. Efectivamente, duplicó el número total de alumnos por clase de la escuela. Diseñado por el estudio de arquitectura español IDOM, el campus de Beijing alberga el programa CEIBS EMBA y cursos de educación ejecutiva. Cada año, el campus de CEIBS Beijing gradúa a casi 300 estudiantes de EMBA y casi 3000 participantes de educación ejecutiva. El campus también es un punto de encuentro central para los exalumnos de CEIBS, ya que Beijing es la sede del segundo mayor capítulo de exalumnos de CEIBS (después de Shanghai).

## Académica
El 80% de los estudiantes no chinos que se gradúan de China Europe International Business School establecen su residencia y trabajo en la región de Asia-Pacífico.

### Programas
- MBA
- MBA en finanzas (tiempo parcial)
- MBA / Maestría en Derecho y Diplomacia (Coordinado con Fletcher School of Law and Diplomacy en Tufts University)
- MBA / Maestría en Salud Pública (Coordinado con la Escuela de Salud Pública Johns Hopkins Bloomberg)
- MBA / Master of Management in Hospitality (coordinado con la Escuela de Administración Hotelera de la Universidad de Cornell)
- MBA ejecutivo (impartido en mandarín)
- Cohorte Global Executive MBA Shanghai (impartido en inglés)
- Cohorte Global Executive MBA Zurich (impartido en inglés)
- Educación ejecutiva
- Doctorado en Gestión (Coordinado con la Universidad Jiaotong de Shanghai)

### Clasificaciones
Programa de MBA de CEIBS:
- # 1 en Asia, # 5 a nivel mundial en programas de MBA a tiempo completo (2020): Financial Times[10]
- # 1 en Asia, Mejor escuela de negocios global (2019): Bloomberg Businessweek China
- # 1 en Asia entre los programas de 2 años fuera de los EE. UU., 2019: Revista Forbes

Programa EMBA global de CEIBS:
- Los 20 mejores a nivel mundial durante 11 años consecutivos (2010 – 2020), el programa independiente número 2 a nivel mundial y mejor clasificado en 2020:[11] Financial Times

## Administración
| Persona       | Posición                                                  |
| ------------- | --------------------------------------------------------- |
| Wang Hong     | Presidente (septiembre de 2020 hasta el presente)         |
| Dipak C. Jain | Presidente (europeo) septiembre de 2018 hasta el presente |

## Personal destacado

### Profesores y personal
- Romano Prodi, consejero
- Wu Jinglian, profesor honorario
- Xu Xiaonian, profesor de economía y finanzas.[12]

### Alumni
- Chen Hao, gobernador de la provincia de Yunnan
- Huang Nubo, presidente, Beijing Zhongkun Investment Group
- Lan Yu, diseñadora de moda
- Liu Qiangdong, fundador y presidente de JD.com
- Maymunah Kadiri, defensora de la salud mental de Nigeria
- Yang Lan, cofundador de Sun TV
- Uju Uzo Ojinnaka, fundador y director ejecutivo de Traders of Africa